# Corin Nemec
 (octobre 2016).
Si vous disposez d'ouvrages ou d'articles de référence ou si vous connaissez des sites web de qualité traitant du thème abordé ici, merci de compléter l'article en donnant les références utiles à sa vérifiabilité et en les liant à la section « Notes et références ».
Corin Nemec, de son vrai nom, Joseph Charles Nemec IV, est un acteur, producteur et scénariste américain, né le 5 novembre 1971 à Little Rock, en Arkansas. Il est le fils de Joseph C. Nemec III et il participe à la série télévisée à succès Parker Lewis ne perd jamais diffusée dans les années 1990. Il a également participé à la mini-série Le Fléau et à la cinquième, sixième et septième saison de la série américaine de science-fiction Stargate SG-1.
Il est également à l'affiche du film Une croisière Pour Noel (2017), ainsi que les acclamés par la critique Joe Baby, I Feel Fine et Place of Bones, ou encore Make or Bake Christmas, tous daté de 2024.

## Biographie
La mère de Nemec était artiste graphique, peintre, autrice et poétesse. Son père, Joseph Charles Nemec III, a travaillé dans l'industrie cinématographique comme stylicien. Nemec et sa compagne Jami Schahn ont une fille en 1993 : Sadie Joy Nemec. En 2002, Nemec et Schahn se marient et ont un garçon : Lucas Manu Nemec. Ils divorcent peu après mais restent en très bons termes l'un avec l'autre.
Il est en général doublé en français par Lionel Tua.

## Carrière
Nemec a décidé de devenir acteur après avoir vu le film Les Goonies à l'âge de 13 ans, film pour lequel son père avait travaillé. Il cite aussi souvent les professions artistiques de ses parents comme une influence majeure dans son choix de carrière : devenir acteur « semblait le seul choix à faire ».
Après une formation théâtrale, Nemec joue dans plusieurs spots publicitaires.
Son premier rôle majeur date de 1988. Il apparait dans plusieurs émissions de télévision, gagnant une nomination à l'Emmy pour sa prestation dans le film de télévision I Know My First Name Is Steven. Mais son rôle le plus connu reste celui de Parker Lewis dans la série TV originale Parker Lewis ne perd jamais (1990-1993).
Pendant les années 1990, Nemec fait une incursion brève dans le hip-hop en enregistrant un album entier avec le groupe Starship of Foolz.
Il joue dans trois saisons de la série de science-fiction Stargate SG-1 dans le rôle de Jonas Quinn, dont il a inspiré plusieurs épisodes aux producteurs de la série et a écrit un épisode de la saison 7.
Actuellement, il collabore avec David Faustino dans l'émission satirique en webdiffusion Star-ving.
Il a joué dans quatre épisodes de la saison 6 de Supernatural.
Il est également à l'affiche du film Une croisière Pour Noel (2017), ayant pour cedette Vivica A. Fox.
Le 16 Avril 2024, il signe le scénario du thriller Deadly Justice, auquel il joue dedans face à Brian Krause. Le 27 Avril 2024, il est à l'affiche du drame I Feel Fine, aux côtés de Kevin Sorbo et Dean Cain, qui est acclamé par la critique. Le 2 Mai 2024, il côtoie Ron Perlman et Kelly Hu, dans le film d’action à succès Joe Baby.Le 3 Mai 2024, il prend part au thriller Day Labor. Le 23 Aout 2024, il est la vedette du western Place Of Bones, face à Heather Graham. Le 1er décembre de cette même année, il rejoint le casting du téléfilm Make or Bake Christmas, aux côtés de Vivica A. Fox et Jackée Harry.
Le 23 Janvier 2025, il s’engage dans le récit familial Pet Investigators, comprenant également Sean Astin et David Faustino.

## Filmographie

### Cinéma

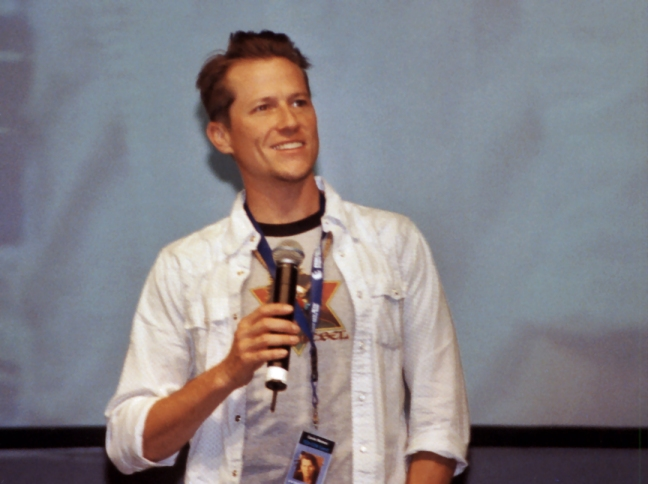
Corin Nemec en 2005 à Bonn, Allemagne

- 1988 : Tucker (Tucker: The Man and His Dream) de Francis Ford Coppola : Noble Tucker
- 1989 : What's Alan Watching? (en) de Thomas Schlamme : ?
- 1989 : On m'appelait Steven (I Know My First Name Is Steven) de Larry Elikann : Steven Stayner
- 1990 : Solar Crisis de Richard C. Sarafian (crédité comme Alan Smithee) : Mike Kelso
- 1991 : Mon fils Johnny (My Son Johnny) de Peter Levin : Anthony
- 1994 : In the Living Years de John Harwood : Dan
- 1994 : Drop Zone de John Badham : Selkirk
- 1995 : Les Aventuriers de la rivière sauvage (White Wolves II: Legend of the Wild) de Terence H. Winkless : Ben Harris
- 1995 : Operation Dumbo Drop de Simon Wincer : Sp5 Lawrence Farley
- 1996 : Mojave Moon de Kevin Dowling : Car Thief
- 1996 : The War at Home d'Emilio Estevez : Donald
- 1997 : The First to Go de John L. Jacobs : Danny Ames
- 1997 : Goodbye America de Thierry Notz : John Stryzack
- 1998 : The Process d'Ernie Reyes Jr. : Hitler
- 1999 : Foreign Correspondents de Mark Tapio Kines : Trevor
- 2000 : Shadow Hours d'Isaac H. Eaton : Vincent
- 2000 : Hussy: Life Is Nice de Forest Wise : Booker
- 2001 : Free de Andrew Avery : Mark
- 2001 : Killer Bud de Karl T. Hirsch : Waylon Smythe
- 2005 : Requins tueurs (Raging Sharks) de Danny Lerner : Dr Mike Olsen
- 2005 : Parzania de Rahul Dholakia : Allan
- 2005 : The American Standards de Joe Wehinger : ?
- 2006 : Nice Guys de Joe Eckardt : Tom
- 2007 : Chicago Massacre de Michael Feifer : Richard Speck
- 2008 : Bundy : L'Esprit du mal (Bundy: A Legacy of Evil) de Michael Feifer : Ted Bundy
- 2008 : Quality Time de Colin Marshall : Stewart Savage
- 2015 : Lake Placid vs. Anaconda de A.B. Stone : Will « Tully » Tull
- 2017 : Une croisière Pour Noel de David DeCoteau : Gil
- 2024 : Deadly Justice de Karyn Klein : Theo
- 2024 : I Feel Fine de Austin Spice : Donnie Taylor
- 2024 : Joe Baby de Steven Brandt : Walter Baby
- 2024 : Day Labor de R. Ellis Frazier : Floyd Bernard
- 2024 : Place of Bones de Audrey Cummings : Calhoun
- 2025 : Pet Investigators de Brent Ryan Green : Jerry

#### Courts-métrages
- 2002 : Sit and Spin : Mike Gordan

### Télévision

#### Séries télévisées
- 1987 : Le Chevalier lumière (saison 1, épisode 13) : Kyle
- 1987-1988 : Webster : Nicky Papadapolis
- 1989 : I Know My First Name Is Steven (mini-série) : Steven Gregory Stayner / Dennis Parnell
- 1989 : Médecin à Honolulu (saison 1, épisode 8) : Greg Caldwell
- 1990-1993 : Parker Lewis ne perd jamais : Parker Lewis
- 1994 : Le Fléau : Harold Lauder
- 1994 : Les Contes de la crypte (saison 6, épisode 3) : Hal
- 1995 : New York Police Blues (saison 3, épisode 5) : Howie
- 1997 : Beverly Hills 90210 (saison 7, épisodes 27, 28 & 29) : Derrick Driscoll
- 1999 : L.A. Docs (saison 1, épisode 17) : Dr Dennis DiMayo
- 2002 : Smallville (saison 1, épisode 14 : Les Fantômes du passé ) : Jude Royce
- 2002-2004 : Stargate SG-1 (26 épisodes) : Jonas Quinn
- 2004 : Les Experts : Manhattan (saison 1, épisode 10) : Todd Camden
- 2006 : Three Moons Over Milford (saison 1, épisode 6) : Roark
- 2006 : NCIS : Enquêtes spéciales (saison 4, épisode 17) : Len Grady
- 2008 : Ghost Whisperer (saison 3, épisodes 15, 17 & 18) : Paul Eastman
- 2008 : Les Experts : Miami (saison 7, épisode 10) : Carl Reston
- 2009 : Star-ving (12 épisodes) : Corin
- 2010 : Supernatural : Christian Campbell (saison 6, épisodes 1, 2, 7 & 10)
- 2013 : NCIS : Los Angeles (saison 4, épisode 13) : Anwar Amurov
- 2015 : Kirby Buckets (saison 2, épisode 5) : Future Kirby
- 2015 : Star Trek: Renegades (en) : Capitaine Alvarez
- 2017 : Renegades : Capitaine Alvarez
- 2017 : Shooter (saison 2, épisode 8)

#### Téléfilms
- 1988 : Cadets de Zane Buzby : Cadet Preston Langly
- 1989 :  On m'appelait Steven (en) : Steven Stayner
- 1991 : Collège, flirt et rock'n'roll (For the Very First Time) de Michael Zinberg : Michael
- 1991 : Mon fils, ma haine (My Son Johnny) de Peter Levin : Anthony
- 1994 : La brèche (The Lifeforce Experiment) de Piers Haggard : Ken Ryan
- 1996 : Summer of Fear de Mike Robe : Simon
- 1998 : Les Soupçons de Mary (Silencing Mary) de Craig R. Baxley : David MacPherson
- 1998 : Brigade de l'extrême (Blade Squad) de Ralph Hemecker : Cully
- 1998 : Traque infernale (Legacy) de T.J. Scott : Black
- 2001 : Seuls dans le noir (Blackout) de James Keach : Eric Sessions
- 2002 : Le Sang du frère (My Brother's Keeper) de John Badham : Ellis Pond
- 2005 : Mosquitoman (Mansquito) de Tibor Takács : Lt. Thomas Randall
- 2005 : McBride: Murder Past Midnight de Kevin Connor : Tom Manning
- 2006 : S.S. Doomtrooper de David Flores : Captain Malloy
- 2008 : Troglodyte (The Sea Beast) de Paul Ziller : Will McKenna
- 2010 : House of Bones de Jeffery Scott Lando : Quentin French
- 2011 : Sand Sharks : Les Dents de la plage (Sand Sharks) de Mark Atkins : Jimmy Green
- 2012 : Nuclear Family de Kyle Rankin : John
- 2012 : L'Attaque des guêpes dragons (Dragon Wasps) de Joe Knee : John Hammond
- 2013 : Un million de raisons (This Magic Moment) de David S. Cass Sr. : Jack, assistant de production du film
- 2013 : Robocroc de Arthur Sinclair : Duffy
- 2015 : Lake Placid vs. Anaconda de A.B. Stone : Tull
- 2016 : Mon mari a disparu (Presumed) de Danny J. Boyle : Lieutenant Gus Fergusson
- 2016 : L'attaque des drones (Drone Wars) de Jack Perez : Elias
- 2017 : Tu m'épouseras... (Girlfriend Killer) de Alyn Darnay : Détective Baker
- 2017 : Opération Destruction (Doomsday Device) de Christian Sesma : Cole
- 2017 : Une croisière pour Noël (A Christmas Cruise) de David DeCoteau : Gil
- 2018 : Une grossesse manipulée (Snatched) de Brian Skiba : Matt Lewis
- 2018 : Dangereuse infidélité (A Woman's Nightmare) de Brian Skiba : Kevin
- 2019 : Des vacances en enfer (Deadly Excursion) de Brian Skiba : David McCarthy
- 2019 : Effroyable belle-mère (The Wrong Stepmother) de David DeCoteau : Michael
- 2020 : Une famille à tout prix ! (The Wrong Stepfather) de David DeCoteau : Craig Green
- 2020 : The Wrong Cheerleader Coach : Jon
- 2021 : Deadly Excursion: Kidnapped from the Beach : David McCarthy
- 2024 : Make or Bake Christmas : Butter Fingers

### Web Série
- 2018-2020 : Noob : Tom Pix / Spark (saisons 9, 10 et 11)